# 埃尔韦·比奥塞尔
埃尔韦·比奥塞尔（法語：Hervé Biausser，法語發音：[ɛʁve bjosɛʁ]；1951年2月17日—），法国工程师，工程师大学校中央理工-高等电力学院（CentraleSupélec）第一任校长（2015-2018），原巴黎中央理工学院校长（2003-2014），原高等电力学院校长（2013-2014）。

## 经历
1973年，比奥塞尔获得法国工程师大学校巴黎中央理工学院工程师文凭，之后进入该校攻读博士。1977年，比奥塞尔加入法国钢铁工业集团研究院，从事钢材及其加工工艺。后成为巴黎中央理工学院教授，1998年升任材料开发实验室主任。2003年，比奥塞尔接替担任二十年校长的达尼埃尔·古里斯（Daniel Gourisse）成为巴黎中央理工学院校长。
比奥塞尔担任校长期间，巴黎中央理工学院对课程进行了革新。比奥塞尔主张与另一所工程师学校高等电力学院建立合作伙伴关系，并主张将沙特奈-马拉布里（Châtenay-Malabry）校园迁至巴黎南郊萨克雷（Saclay）校园。2013年，比奥塞尔当选为高等电力学院校长，并继续担任巴黎中央理工学院校长。

## 个人生活
比奥塞尔父亲来自布列塔尼，母亲来自留尼汪。比奥塞尔喜欢瑜伽、歌剧和古典希腊文学，曾经是手球运动员。